# Сражение при Арике
Сражение при Арике (исп. Batalla de Arica) — сражение во время Второй тихоокеанской войны, в результате победы в котором чилийцы добились окончательного военного превосходства в конфликте.
После победы при Такне и реорганизации своих войск чилийское командование решило взять порт Арика. С февраля 1880 года перуанский гарнизон уже подвергался морской блокаде, из-за которой припасы не доходили до города. Блокада дважды прорывалась перуанской армией. 1 июня чилийцы захватили инженера, от которого о узнали местонахождении мин (фугасов), установленных по периметру обороны города. Из Такны к Арике были отправлены поездом 7500 чилийских солдат, прибывшие туда в первые дни июня. Утром 5 июня чилийцы предложили перуанскому гарнизону капитулировать, но получили отказ, после чего начали обстрел позиций противника.
Командовавший чилийскими войсками полковник Педро Лагос решился на лобовую атаку силами всего 4000 пехотинцев, разделенных на три группы. Целями были три основных оборонительных сооружения города: Восточный форт, форт Сьюдадела (Цитадель) и, наконец, форт Эль-Морро, расположенный на возвышавшейся над городом скале.

Карта-схема сражения.

Используя ночную темноту, два чилийских полка двинулись вперед. Перуанские часовые в форте Сьюдадела увидели развертывание чилийцев, открыли огонь и взорвали несколько фугасов. Применение фугасов привело в ярость атакующих; 3-й линейный полк подбежал к форту и взял его в рукопашной схватке; пленных не брали.
Восточный форт был взят 4-м линейным полком, который также превосходил численно и уничтожал защитников в лобовой атаке. Затем оставшиеся перуанцы отступили вверх к своим основным позициям на Эль-Морро. В это же время перуанский монитор «Манко Капак», оборонявший Эль-Морро с моря, был атакован четырьмя чилийскими военными кораблями, включая «Уаскар».
После артиллерийского обстрела перуанских позиций на Эль-Морро чилийцы начали штурм. Несмотря на взорванные кое-где фугасы в течение 55 минут форт был взят. Оказавшись на вершине Эль-Морро, атакующие, разгневанные использованием мин, которые они считали нечестной формой боя, не давали пощады защитникам. Перуанский полковник Ф. Болоньези, командовавший гарнизоном Арики, пал в последнем бою. Перуанские потери составили от 700 до 900 убитых, 354 раненых и 1300 пленных. Чилийцы потеряли 120 человек убитыми и 354 ранеными.
Поскольку Эль-Морро был последним оплотом обороны, город был быстро захвачен, а затем разграблен. Монитор «Манко Капак», блокированный чилийскими кораблями, был затоплен своим экипажем.
Падение Арики означало для Перу уничтожение его профессиональной армии, потерю самой южной военно-морской базы и базы наземных операций. Для Боливии это означало закрытие ее выхода к Тихому океану.